# Ermita de Santa Ana (Salorino)
La ermita de Santa Ana es una ermita ubicada en la localidad española de Salorino, en la provincia de Cáceres. Aunque es propiedad de la diócesis de Coria-Cáceres, debido a la escasa población del municipio está actualmente en desuso religioso y se mantiene principalmente como centro cultural a cargo del Ayuntamiento de Salorino.
Se ubica en las afueras septentrionales del pueblo, siendo visible desde la carretera N-521, de la cual está separada por menos de cien metros de pastos.

## Historia
Se conoce la existencia de la ermita desde el siglo XVIII, época en la que probablemente se construyó. Según el Interrogatorio de la Real Audiencia de Extremadura de 1791, era la única ermita del pueblo y estaba a cargo de una cofradía con ciento cuarenta cofrades. Aunque la ermita solía albergar misas a lo largo del año, la misa y procesión de la fiesta de Santa Ana se celebraban en la iglesia de San Ildefonso.
La ermita comenzó a presentar un estado ruinoso en la primera mitad del siglo XIX, pues se menciona como "casi arruinada" en el diccionario de Madoz de mediados de dicho siglo. Sin embargo, además de usarse sus alrededores en el siglo XIX como cementerio, la ermita siguió albergando la imagen de Santa Ana, que desapareció en la Guerra Civil, cuando el edificio quedó definitivamente arruinado. A finales del siglo XX, el edificio había perdido ya toda su cubierta, excepto su cúpula, y parte de los paramentos.
En 2005, el Obispado de Coria-Cáceres decidió ceder la ermita y las tierras del antiguo cementerio para su uso como centro cultural, bajo la administración del Ayuntamiento de Salorino, por ser inviable su recuperación como ermita debido a la escasa población del municipio. Para ello se pusieron varias condiciones: además de la restauración del templo, el Ayuntamiento de Salorino se comprometía a no construir viviendas sobre el cementerio y a reservar el presbiterio a la parroquia para honrar a la patrona. El nuevo centro cultural fue inaugurado en 2013, tras ser recuperado el edificio en una obra completa que costó unos 165 000 euros, procedentes principalmente del Plan de Fomento del Empleo Agrario. En 2015, el artesano local Santiago Sánchez elaboró cuatro mosaicos para cubir las pechinas de la cúpula, dedicados a cuatro oficios tradicionales del municipio: descorche, pastoreo, siega y recogida de bellotas.

## Descripción
El edificio, de 131 m² de superficie, está construido en mampostería y se estructura en una sola nave de planta rectangular. Cuenta con una bóveda de cañón con lunetas, excepto en el ábside, que está coronado por una cúpula con linterna.